# هيروكي ياسوموتو
هيروكي ياسوموتو (安元洋貴 ياسوموتو هيروكي) هو مؤدي أصوات ياباني ولد في 16 مارس 1977 في محافظة ياماغوتشي.

## أدواره في التوكوساتسو
- ألترامان أورب - دون نوسترا

## أدواره في الأنمي

### مسلسلات أنمي تلفزيونية
- بليتش - ياسوتورا سادو
- فامباير نايت - توغا ياغاري
- فامباير نايت Guilty - توغا ياغاري
- بلاك بلاد براذرز - كاين وارلوك
- سكول رمبل - ماساكازو توغو
- سكول رمبل: الفصل الدراسي الثاني - ماساكازو توغو
- الخادم الأسود - آغني
- الخادم الأسود II - آغني
- الخادم الأسود Book of Circus - آغني
- برج درواغا: the Aegis of URUK - أوتو
- برج درواغا: the Sword of URUK - أوتو
- ناتسو نو أراشي - رجل النظارات الشمسية
- ناتسو نو أراشي! أكينايتشو - رجل النظارات الشمسية
- كيوران كازوكو نيكي - تيكا ميداريزاكي
- بيرسونا ترينيتي سول - تاييتشي أودو
- شاكوغان نو شانا II - بيفرونس
- باكانو! - المفتش بيل سوليفان
- فايري تايل - إلفمان ستراوس، زولديو
- دورارارا!! - هيروشي
- دورارارا!! ×2 المقدمة - هيروشي
- هيرويك إيج - كيليس
- حفيد نوراريهيون - آوتابو
- حفيد نوراريهيون: عاصمة العفاريت - آوتابو، آوتابو المزيف
- C - ناويا ماكيتا
- بن تو - تادآكي إندو/الحاكم
- أسطورة أراتا - تسوتسوغا
- كرة سلة كوروكو - غينتا تاكيوتشي
- سورد آرت أونلاين - أغيل
- سورد آرت أونلاين II - أغيل
- سورد آرت أونلاين أليسيزيشن - أغيل
- هاجيمي نو إيبو Rising - دانكيتشي هاما
- يواموشي بيدال - شينغو كينجو
- يواموشي بيدال GRANDE ROAD - شينغو كينجو
- يواموشي بيدال NEW GENERATION - شينغو كينجو
- يواموشي بيدال GLORY LINE - شينغو كينجو
- هوزوكي بارد الأعصاب - هوزوكي
- نادي ثانوية الوسيمين للدفاع عن الأرض LOVE! - زوندر
- نادي ثانوية الوسيمين للدفاع عن الأرض LOVE!LOVE! - داداتشا
- أوشيو و تورا - آكل الصخور
- تراياج X - وايلد هنت
- ديث باريد - فوجي
- ون بنش مان - كينغ
- بطولات أرسلان - كيشوارد
- بطولات أرسلان: رقصة العاصفة الترابية - كيشوارد
- غيت: قوات الدفاع الذاتي تقاتل في أرض أخرى - أكيرا توميتا
- توريكو - غيدو
- غريمغار عالم الرماد و الأوهام - بريتني
- مارفل ديسك وورز: المنتقمون - بليد
- البركة لهذا العالم الرائع! - دولاهان
- البركة لهذا العالم الرائع! 2 - دولاهان
- كونكريت ريفولوتيو: فنتازيا الخوارق THE LAST SONG - كويتشي أماتو
- شوكوغكي نو سوما: الطبق الثاني - سوبارو ميماساكا
- شوكوغكي نو سوما: الطبق الثالث - سوبارو ميماساكا
- دانغانرونبا 3: نهاية أكاديمية قمة الأمل - نيكومارو نيداي
- دايز - سوسومو إينوهارا
- يوري أون آيس - كريستوف جاكوميتي
- ناروتو شيبودن - هان، سون غوكو
- بوروتو: ناروتو نكست جينيريشنز - كينشيكي أوتسوتسوكي
- يونغ بلاك جاك - بوب
- معركة الأبراج - دوديكابل
- دريفترز - هيجيكاتا توشيزو
- ميغالوبوكس - يوري
- نهوض بطل الدرع - إلهارت
- المحقق كونان - أوسامو كورانيشي (جولة كاغا هياكومانغوكو للغموض)
- كارول آند تيوزداي - سكيب
- غراند بلو - شينجي توكيتا
- فريق الإطفاء الناري - كارون
- فريق الإطفاء الناري: الجزء الثاني - كارون
- موريارتي الوطني - مايكروفت هولمز
- كوما ميكو: غيرل ميتز بير - ناتسو كوماي
- غليبنير (مانغا) - تادانوري سانبي

### أنمي الإنترنت
- هيتاليا Axis Powers - ألمانيا
- هيتاليا World Series - ألمانيا

### أوفا أنمي
- سكول رمبل:حصص إضافية - ماساكازو توغو
- إير جير: الأجنحة السوداء و غابة النوم Break on the sky - فالكو
- الخادم الأسود Book of Murder - أغني
- البدلة المتنقلة جاندام يونيكورن - واتس ستيبني

### أفلام أنمي
- فيلم بليتش: ميموريز أوف نوبودي - ياسوتورا سادو
- فيلم بليتش: ذا دياموند داست ريبيليون, هيورينمارو آخر - ياسوتورا سادو
- فيلم بليتش: فصل الجحيم - ياسوتورا سادو
- سلسلة أفلام حدود الفراغ
  - حدود الفراغ: الفصل الثالث «بقايا الألم» - قائد عصابة المشاغبين
- هيتاليا: الشاشة الفضية Paint it, White - ألمانيا
- باتيما المعكوسة - جاك
- أورا: معركة ماريوينكوغا الأخيرة - ياماموتو
- فايري تايل: حارسة العنقاء - إلفمان
- بوروتو: ناروتو الفيلم - كينشيكي
- فيلم يواموشي بيدال - شينغو كينجو
- سورد آرت أونلاين: أوردينال سكيل - أغيل
- البركة لهذا العالم الرائع!: الأسطورة القرمزية - دولاهان
- فيت/غراند أوردر: منطقة الطاولة المستديرة كاميلوت: الجزء الأول Wandering; Agateram - أغرافين

## أدواره في ألعاب الفيديو
- سلسلة ألعاب ستريت فايتر
  - ستريت فايتر IV - غايل
  - سوبر ستريت فايتر IV - غايل
  - سوبر ستريت فايتر IV آركيد إديشن - غايل
  - ألترا ستريت فايتر IV - غايل
  - ستريت فايتر V - غايل
- ستريت فايتر X تيكن - غايل
- دانغانرونبا 2: غودباي ديسبير - نيكومارو نيداي
- جوجوز بيزار أدفنتشر: أول ستار باتل - رينغو روداغين
- جوجوز بيزار أدفنتشر: آيز أوف هيفن - رينغو روداغين
- أسوراز راث - أسورا
- ناروتو شيبودن: ألتيميت نينجا ستورم ريفولوشن - هان
- ناروتو شيبودن: ألتيميت نينجا ستورم 4 - هان
- سلسلة ألعاب غيلتي جير
  - غيلتي جير 2 أوفرتشر - ريفن
  - غيلتي جير Xrd - ريفن
- أرسلان: ذا واريورز أوف ليجند - كيشوارد
- دراغون كويست هيروز II - كارفر
- إيتاداكي ستريت: دراغون كويست آند فاينل فانتسي ثيرتيث أنيفيرساري - كارفر

## أدواره في الدبلجة اليابانية
- كاري - بيلي نولان

## وصلات خارجية
- هيروكي ياسوموتو على موقع IMDb (الإنجليزية)
- هيروكي ياسوموتو على موقع ميوزك برينز (الإنجليزية)
- هيروكي ياسوموتو على موقع قاعدة بيانات الفيلم (الإنجليزية)
- هيروكي ياسوموتو على موقع ANN person (الإنجليزية)